# Varga Tibor (színművész)
Varga Tibor (Budapest, 1934. október 16. –) magyar színművész.

## Életpályája
Fiatalon a KISZ Központi Művészegyüttesében táncolt. 1957-1961 között a Színház- és Filmművészeti Főiskola hallgatója volt. 1961–1963 között Egerben szerepelt, 1963–1972 között a kaposvári Csiky Gergely Színház tagja volt, ahol irodalmi színpadot vezetett. 1972–1975 között a Miskolci Nemzeti Színház színésze volt. 1975-től a Fővárosi Operettszínház tagja volt. Utolsó bemutatója 1992-ben volt.

## Magánélete
Felesége Vörös Gizella. Leányaiː Varga Rita, Varga Klári és Varga Zsuzsa színészek.

## Fontosabb színházi szerepei
- Ottó (Katona József: Bánk bán)
- Bóni (Kálmán Imre: A csárdáskirálynő)
- Kurrah (Vörösmarty Mihály: Csongor és Tünde)
- Rendező (Brown: Ének az esőben)